# Baulne
Baulne és un municipi francès, situat al departament de l'Essonne i a la regió de Illa de França. L'any 2007 tenia 1.364 habitants.
Forma part del cantó de Mennecy, del districte d'Évry i de la Comunitat de comunes de la Val d'Essonne.

## Demografia

### Població
El 2007 la població de fet de Baulne era de 1.364 persones. Hi havia 532 famílies, de les quals 124 eren unipersonals (68 homes vivint sols i 56 dones vivint soles), 152 parelles sense fills, 216 parelles amb fills i 40 famílies monoparentals amb fills.
La població ha evolucionat segons el següent gràfic:
Habitants censats

### Habitatges
El 2007 hi havia 581 habitatges, 541 eren l'habitatge principal de la família, 21 eren segones residències i 19 estaven desocupats. 459 eren cases i 115 eren apartaments. Dels 541 habitatges principals, 404 estaven ocupats pels seus propietaris, 125 estaven llogats i ocupats pels llogaters i 12 estaven cedits a títol gratuït; 21 tenien una cambra, 64 en tenien dues, 104 en tenien tres, 126 en tenien quatre i 225 en tenien cinc o més. 443 habitatges disposaven pel capbaix d'una plaça de pàrquing. A 240 habitatges hi havia un automòbil i a 256 n'hi havia dos o més.

### Piràmide de població
La piràmide de població per edats i sexe el 2009 era:
| Homes | Edats   | Dones |
| ----- | ------- | ----- |
| 0     | 95 o +  | 0     |
| 0     | 90 a 94 | 8     |
| 0     | 85 a 89 | 4     |
| 4     | 80 a 84 | 4     |
| 16    | 75 a 79 | 12    |
| 20    | 70 a 74 | 8     |
| 40    | 65 a 69 | 44    |
| 12    | 60 a 64 | 24    |
| 40    | 55 a 59 | 32    |
| 76    | 50 a 54 | 76    |
| 52    | 45 a 49 | 48    |
| 44    | 40 a 44 | 60    |
| 44    | 35 a 39 | 44    |
| 48    | 30 a 34 | 36    |
| 56    | 25 a 29 | 60    |
| 52    | 20 a 24 | 48    |
| 64    | 15 a 19 | 52    |
| 56    | 10 a 14 | 40    |
| 56    | 5 a 9   | 48    |
| 40    | 0 a 4   | 24    |

## Economia
El 2007 la població en edat de treballar era de 930 persones, 723 eren actives i 207 eren inactives. De les 723 persones actives 675 estaven ocupades (353 homes i 322 dones) i 47 estaven aturades (26 homes i 21 dones). De les 207 persones inactives 79 estaven jubilades, 82 estaven estudiant i 46 estaven classificades com a «altres inactius».

### Ingressos
El 2009 a Baulne hi havia 530 unitats fiscals que integraven 1.320,5 persones, la mediana anual d'ingressos fiscals per persona era de 23.381 €.

### Activitats econòmiques
Dels 46 establiments que hi havia el 2007, 1 era d'una empresa de fabricació de material elèctric, 1 d'una empresa de fabricació d'altres productes industrials, 3 d'empreses de construcció, 13 d'empreses de comerç i reparació d'automòbils, 1 d'una empresa de transport, 2 d'empreses d'hostatgeria i restauració, 2 d'empreses d'informació i comunicació, 6 d'empreses immobiliàries, 7 d'empreses de serveis, 5 d'entitats de l'administració pública i 5 d'empreses classificades com a «altres activitats de serveis».
Dels 10 establiments de servei als particulars que hi havia el 2009, 1 era una funerària, 1 taller de reparació d'automòbils i de material agrícola, 1 paleta, 2 guixaires pintors, 1 perruqueria, 1 veterinari, 1 restaurant i 2 agències immobiliàries.
Dels 4 establiments comercials que hi havia el 2009, 1 era un hipermercat, 1 una botiga de roba i 2 floristeries.
L'any 2000 a Baulne hi havia 3 explotacions agrícoles.

## Equipaments sanitaris i escolars
L'únic equipament sanitari que hi havia el 2009 era una ambulància.
El 2009 hi havia 1 escola maternal i 1 escola elemental.

## Poblacions properes
El següent diagrama mostra les poblacions més properes.